# Privolni (Korenovsk, Krasnodar)
Privolni (del ruso: Привольный) es un posiólok del raión de Korenovsk del krai de Krasnodar, en Rusia. Está situado en las tierras bajas de Kubán-Azov, al sur del curso del río Beisug, 29 km al norte de Korenovsk y 84 km al nordeste de Krasnodar, la capital del krai. Tenía 372 habitantes en 2010.
Pertenece al municipio Novoberezanskoye.